# Letonia en los Juegos Olímpicos de París 2024
Letonia estuvo representada en los Juegos Olímpicos de París 2024 por un total de 29 deportistas que compitieron en 11 deportes. Responsable del equipo olímpico es el Comité Olímpico Letón, así como las federaciones deportivas nacionales de cada deporte con participación.
Los portadores de la bandera en la ceremonia de apertura fueron el jugador de baloncesto Nauris Miezis y la voleibolista Tīna Graudiņa.
El equipo olímpico de Letonia no obtuvo ninguna medalla en estos Juegos.